# Американска трагедия
Американска трагедия е роман от американския писател Теодор Драйзер, издаден през 1925 г. Той има голям успех. През 1951 г. режисьорът Джордж Стивънс заснима филма „Място под слънцето“, който е адаптация на романа. Ролята на Клайд Грифитс се играе от Монтгомъри Клифт, а тази на Сандра Финчли — от Елизабет Тейлър. Филмът получава 6 Оскара, Златен глобус и няколко други награди. На 2 декември 2005 г. в Метрополитън опера се състои премиера на операта, основана на книгата. Също през 2005 г. списанието Time слага романа в списъка на 100-те най-добри американски романа.
Сюжетът на романа се основава на убийството в 1906 г., извършено от Честър Джилет. Той убива своята приятелка Грейс Браун докато се разхождат с лодка по реката. За вдъхновение служи и сходен случай с Карлайл Харис.